# محمد إبراهيم يوسف
محمد إبراهيم يوسف أحمد (23 يناير 1947) الإسكندرية، وزير الداخلية بوزارة كمال الجنزوري.
تولي منصب وزير الداخلية في 7/12/2011 في حكومة الدكتور كمال الجنزوري، تقلد العديد من المناصب اخرها مساعد الوزير للامن الاقتصادي.

## مؤهلاته العلمية
- ليسانس الحقوق ودبلوم علوم الشرطة عام 1968

## التدرج الوظيفى
- عمل عند التخرج عام 1968 بمديرية أمن القاهرة وقطاع مصلحة الأمن العام حتى عام 1989.
- عمل مديراً لإدارة البحث الجنائى بمديرية أمن الشرقية عام 1989.
- عمل مديراً لإدارة البحث الجنائى بمديرية أمن الجيزة عام 1990.
- عمل مساعد فرقة بمديريتى أمن سوهاج وأسوان حتى عام 1993.
- عمل نائباً لمدير أمن بنى سويف عام 1996.
- عمل مديراً لأمن قنا عام 1997.
- عمل مديراً لأمن أسيوط عام 1999.
- عمل مساعداً للوزير لمنطقة وسط الصعيد عام 2001.
- عمل مساعداً للوزير لمصلحة السجون عام 2002.
- عمل مساعداً للوزير ومديراً لأمن الجيزة عام 2003.
- عمل مساعداً للوزير لقطاع الأمن الاقتصادى عام 2006 ورقى لدرجة مساعد أول الوزير لقطاع الأمن الاقتصادى في ذات العام.
- انتهت خدمته بالوزارة عام 2007لبلوغه سن التقاعد (60 عاماً)

يعتبر مهندس عملية الإجلاء القصرى للمعتصمين من اللاجئين السودانيين في حديقة شارع مصطفى محمود، وهو ما تسبب في مقتل عدد كبير منهم، تقلد بعدها منصب مساعد الوزير للأمن الاقتصادي، وخرج علي المعاش قبل الثورة